# BE Junior Circuit 2015/16
Der BE Junior Circuit 2015/16 (Abkürzung für Badminton Europe Junior Circuit 2015/16) war die 15. Auflage des BE Junior Circuits im Badminton. Während der Saison wurde von auf das Kalenderjahr umgestellt, sodass Turniere des Jahres 2016 auch in den folgenden Circuit übernommen wurden.

## Turniere
| Turnier            | Datum .                        |
| ------------------ | ------------------------------ |
| Russian Juniors    | 9.–12. Juli 2015               |
| Turkey Juniors     | 23.–26. Juli 2015              |
| Bulgarian Juniors  | 14.–16. August 2015            |
| Romanian Juniors   | 21.–23. August 2015            |
| Irish Juniors      | 4.–6. September 2015           |
| Lithuanian Juniors | 11.–13. September 2015         |
| Belgian Juniors    | 18.–20. September 2015         |
| Swiss Juniors      | 24.–27. September 2015         |
| Valamar Juniors    | 2.–4. Oktober 2015             |
| Denmark Juniors    | 8.–11. Oktober 2015            |
| Slovenian Juniors  | 16.–18. Oktober 2015           |
| Finnish Juniors    | 23.–25. Oktober 2015           |
| Slovak Juniors     | 30. Oktober – 1. November 2015 |
| Cyprus Juniors     | 6.–8. November 2015            |
| Czech Juniors      | 20.–22. November 2015          |
| Portuguese Juniors | 27.–29. November 2015          |
| Estonian Juniors   | 4.–6. Dezember 2015            |
| Polish Juniors     | 20.–23. Januar 2016            |
| Hungarian Juniors  | 11.–14. Februar 2016           |
| Spanish Juniors    | 19.–21. Februar 2016           |
| Dutch Juniors      | 2.–6. März 2016                |
| German Juniors     | 10.–13. März 2016              |
| Italian Juniors    | 1.–3. April 2016               |
| Israel Juniors     | 7.–9. April 2016               |
| Hellas Juniors     | 22.–24. April 2016             |